# AIM-120先進中程空對空飛彈
AIM-120先進中程空對空飛彈（AIM-120 Advanced Medium-Range Air-to-Air Missile，縮寫為AMRAAM，也音译为阿姆拉姆导弹），是美國現役的主動雷達導引空對空飛彈。當 AMRAAM 導彈發射時，北約飛行員使用術語“Fox Three”。

## 起源

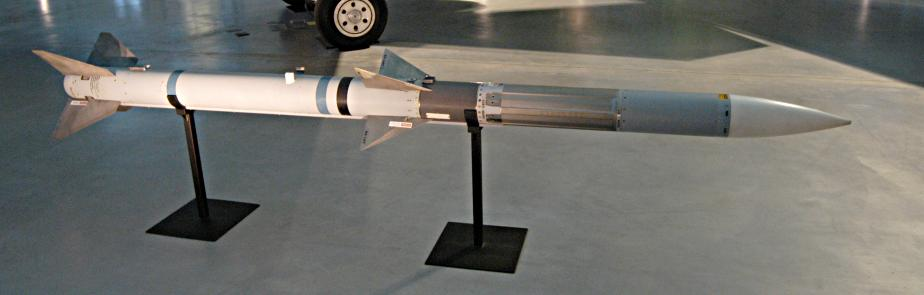
一枚展覽於美國國家航空太空博物館的AIM-120先進中程空對空飛彈

美國海軍於1950年代開發AIM-7麻雀中程飛彈，AIM-7擁有約19公里（12英哩）的有效射程，使用半主動雷達導引，可以攻擊視距內至視距外的空中目標。早期沒有配備機炮的F-4幽靈與後來服役的其他戰鬥機在機腹下特殊設計的位置可以攜帶最多4枚飛彈，當飛彈有效作用時，能夠在纏鬥時發揮很大的威力。AIM-7麻雀與紅外線導引的AIM-9響尾蛇一起取代當時服役中的雷達與紅外線導引版AIM-4隼的位置。它的缺點是同時間只能攻擊一個目標，而且戰機發射它後必須持續指向敵機的方向，帶給提供射控資料的戰機很大麻煩和危險。
接著，美國海軍發展出AIM-54鳳凰空對空飛彈作為艦隊防空之用。鳳凰飛彈重量高達454公斤（1000磅），能以5馬赫的速度攔截其設計時的假想敵--巡弋飛彈和發射它們的轟炸機。最早的方案是在直線機翼設計的F-6D擊殺者上攜帶6枚，稍後則改到F-111B土豚上面。當格魯曼設計新的F-14雄貓時，他們預留足夠的載重量與空間來攜帶這個龐然大物。鳳凰飛彈是美國第一種具有射後不理能力的主動雷達導引飛彈：飛彈利用鼻端的雷達系統來導引，而不需發射載具的協助。理論上，雄貓能搭載6枚鳳凰飛彈，同時攔截6個在160公里（100英哩）外的目標。在當時，這是難以想像的能力。
由於只有F-14能夠攜帶鳳凰飛彈，使得雄貓成為美國當時唯一配備視距外射後不理空對空飛彈的機種。但高達6,000磅的飛彈重量已經遠超過越戰時執行傳統轟炸任務的載重。受限於著艦重量限制，F-14結構只能承受掛載2至4枚鳳凰飛彈落艦，如果超重便得拋棄飛彈才能安全降落，這讓海軍蒙受不必要的損失。儘管鳳凰飛彈評價極高，兩伊戰爭時也證明了其作戰效果，但是鳳凰飛彈無法在近距離下使用，且因為F-14的AWG-9雷達電子參數大多已被截收，因此F-14在戰場上少有空戰表現，這也導致鳳凰飛彈少有用武之地。
到了1990年代，麻雀飛彈的可靠性已經遠超過其在越戰的表現，在沙漠風暴中，麻雀飛彈包辦了最多的擊落數目，並能有效的對抗極速達三馬赫的MiG-25狐蝠。但儘管美國空軍沒配備鳳凰飛彈，而持續改進AIM-47 隼／YF-12組合的纏鬥性能，他們還是期盼能夠像是海軍一般配備射後不理的飛彈，美國空軍需要一種新的飛彈，能裝備在F-16戰隼上，也能使用原先在F-4幽靈上掛載麻雀飛彈的空間，它必須讓F-22猛禽如同舊式F-106三角鏢一樣使用內載彈艙，來減少雷達散射截面。

## 發展
AMRAAM是美國政府跟幾個歐洲北約成員國關於發展空對空導彈及分享相關生產技術的協議的產物，但是這個協議目前已經失效。根據該協定，美國負責開發下一代中距離空對空導彈，也就是AMRAAM，北約歐洲成員國將負責開發下一代短程空對空導彈，也就是AIM-132先進短程空對空飛彈。該協議在冷戰後因故終止，並致使歐洲國家研發流星飛彈和AMRAAM對抗。美國則繼續升級AIM-9響尾蛇飛彈，經過持續開發，AMRAAM在1991年9月開始部署。並後續使用較新的技術和戰術，使得即使彈體較小和僅由較小載機發展但實際射程被大幅延長，而結果美國在1992年宣佈中止發展射程更遠的AIM-152 AAAM先進長程空對空導彈，並在2004年後由延長射程的AIM-120(即後期的C/D型)，代替海軍的AIM-54鳳凰空對空導彈作為長程空對空導彈用。
蘇聯在當時為了對應AMRAAM，開發了AA-12飛彈（R-77，西方通常稱為俄國的「阿姆拉姆斯基」）以茲對抗。除流星導彈和AA-12外其他國家也開發類似的彈種，如中國的霹靂-15和印度的阿斯特拉 (導彈)等也擁有其相似的功能。

## 操作歷史

### 美國
1992年12月27日，美軍一架F-16D戰鬥機於南方守望行动期間，發射一枚AIM-120導彈擊落闖入禁飛區的伊拉克空軍米格-25战斗机，為此型導彈首次於實戰中應用。及後，美軍曾四度以F-15及F-16，向入侵的伊軍軍機發射同款導彈，其中兩次成功擊落。
而在1999年北约轰炸南斯拉夫期間，美、荷兩軍的F-15及F-16，曾使用此型導彈，擊落6架南斯拉夫聯盟空軍的米格-29战斗机。
2017年敘利亞內戰期間，美軍F/A-18E戰機曾向一架敘利亞空軍的蘇-22戰鬥機，先後發射AIM-9X及此型導彈，當中後者成功將敵機擊落。

### 土耳其
土耳其空軍於敘利亞內戰中，曾以AIM-120C-7型導彈多次擊落敘軍飛機，被擊落的包括米格-23、L-39及蘇-24。
此外，於2015年11月24日，土軍以同款導彈，擊落一架闖入土耳其空域的俄軍蘇-24戰鬥轟炸機。

### 巴基斯坦
2019年2月26日，巴基斯坦空軍的F-16戰鬥機於克什米爾衝突中，使用AIM-120C-5導彈擊落印軍最少一架米格-21戰鬥機。

### 西班牙
目前，西班牙空天軍未曾於實戰中，應用AIM-120導彈。然而，在2018年8月7日，屬下的一架颱風戰鬥機在愛沙尼亞上空誤射此型導彈，並未造成傷亡，但導彈殘骸無法尋回。

### 烏克蘭
2024年12月13日，烏克蘭空軍一架F-16戰鬥機於俄烏戰爭中，攔截六枚俄軍巡航導彈，其中部分由AIM-120導彈擊落。

## 運作方式

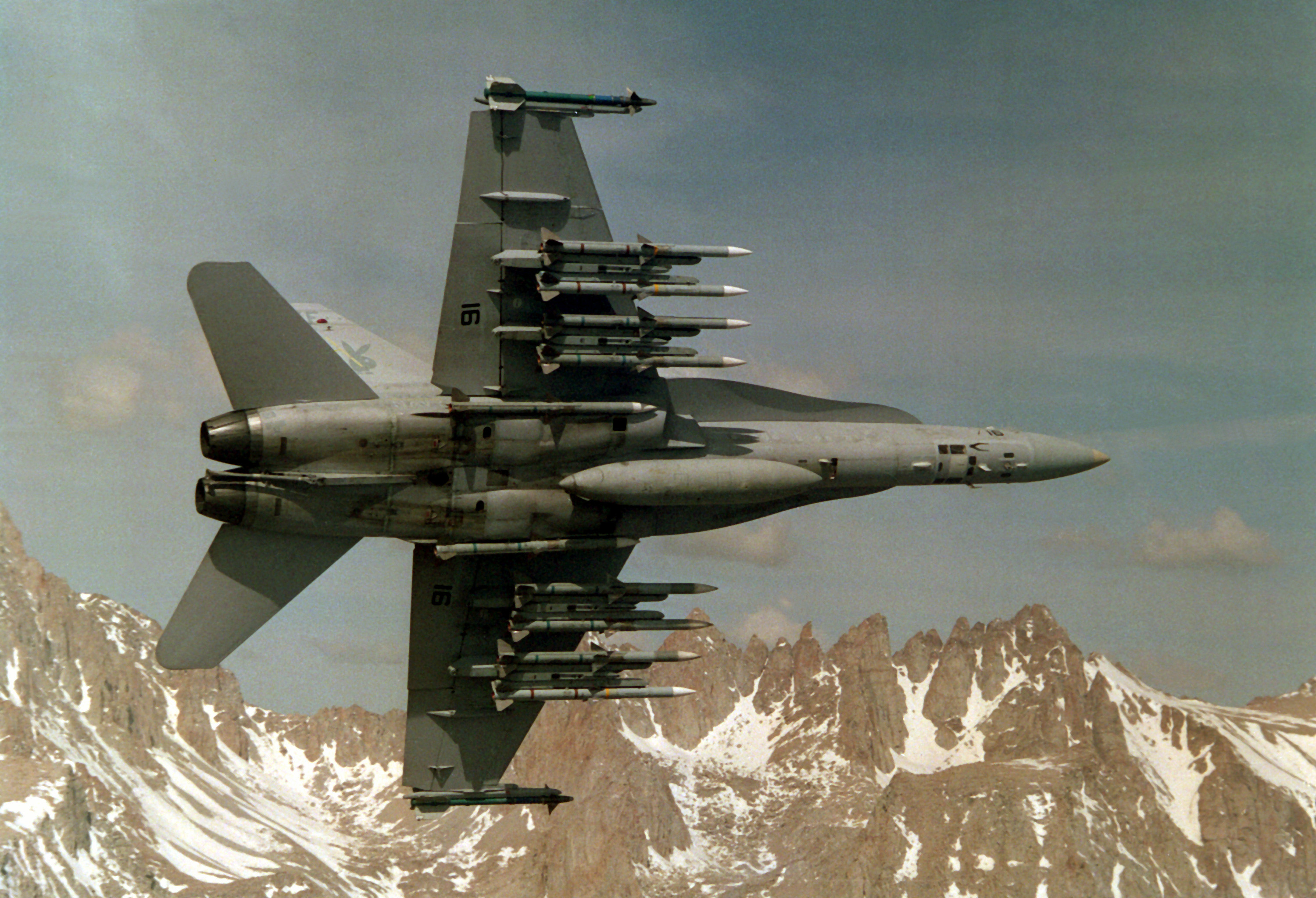
滿載10枚AIM-120的F/A-18，翼尖还挂有两枚AIM-9格斗导弹

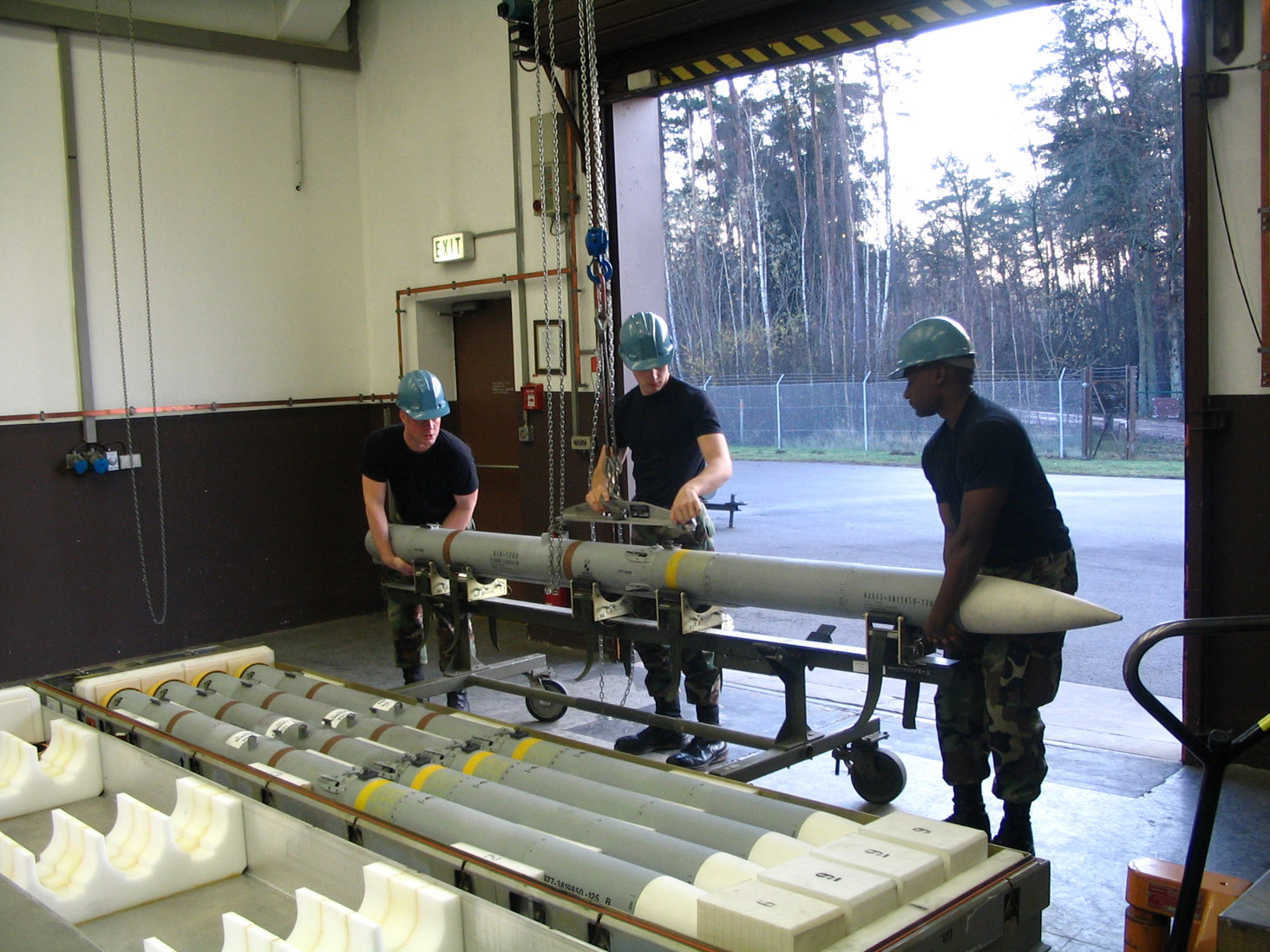
AIM-120A的裝箱

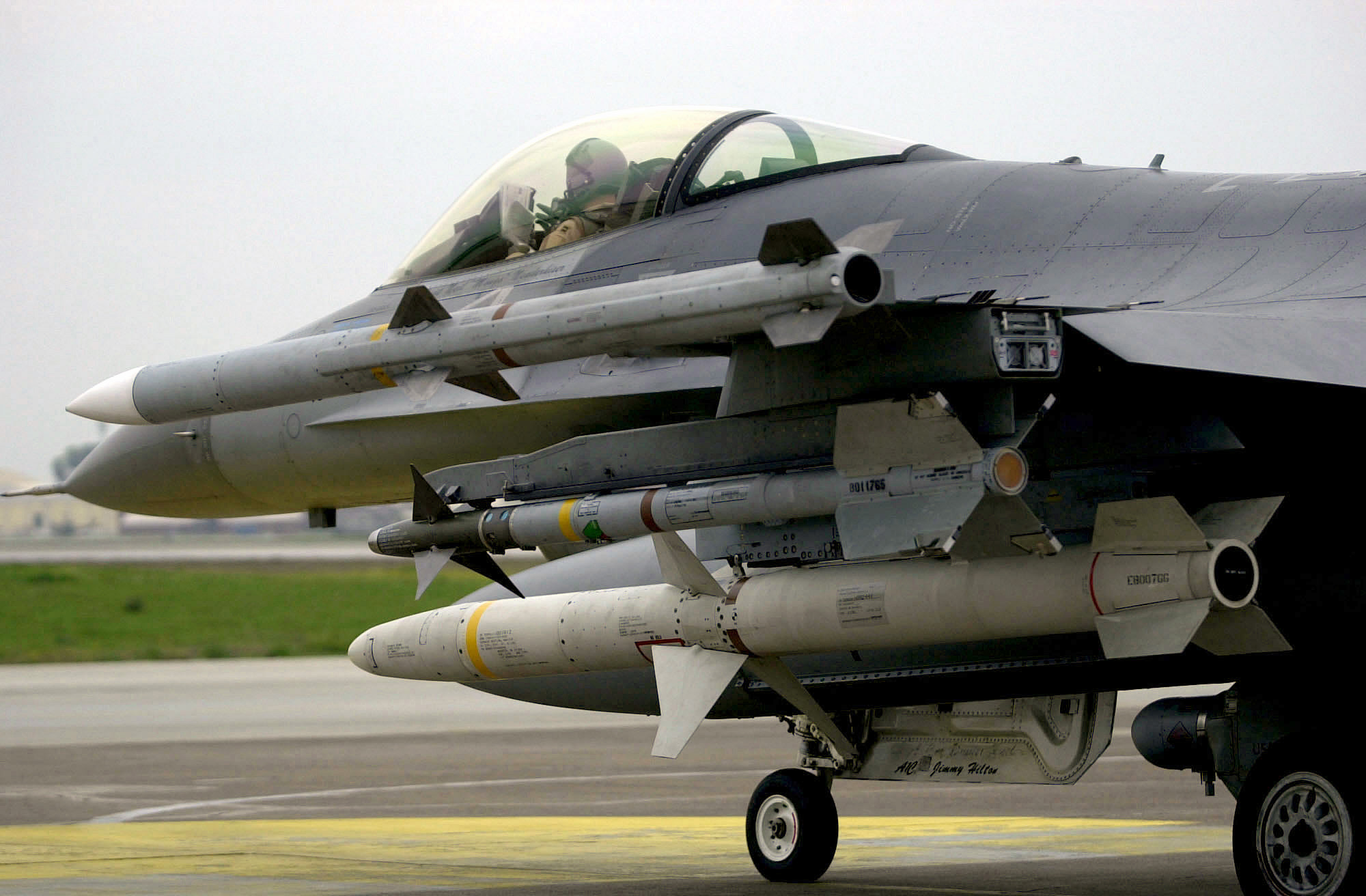
F-16C上的AIM-9、AIM-120、AGM-88

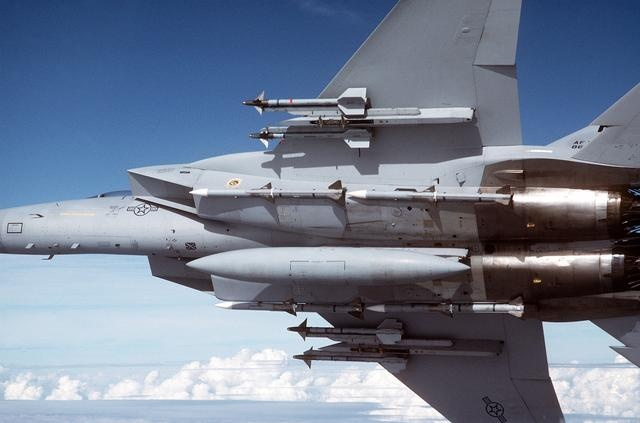
F-15掛載四枚AIM-120的機腹

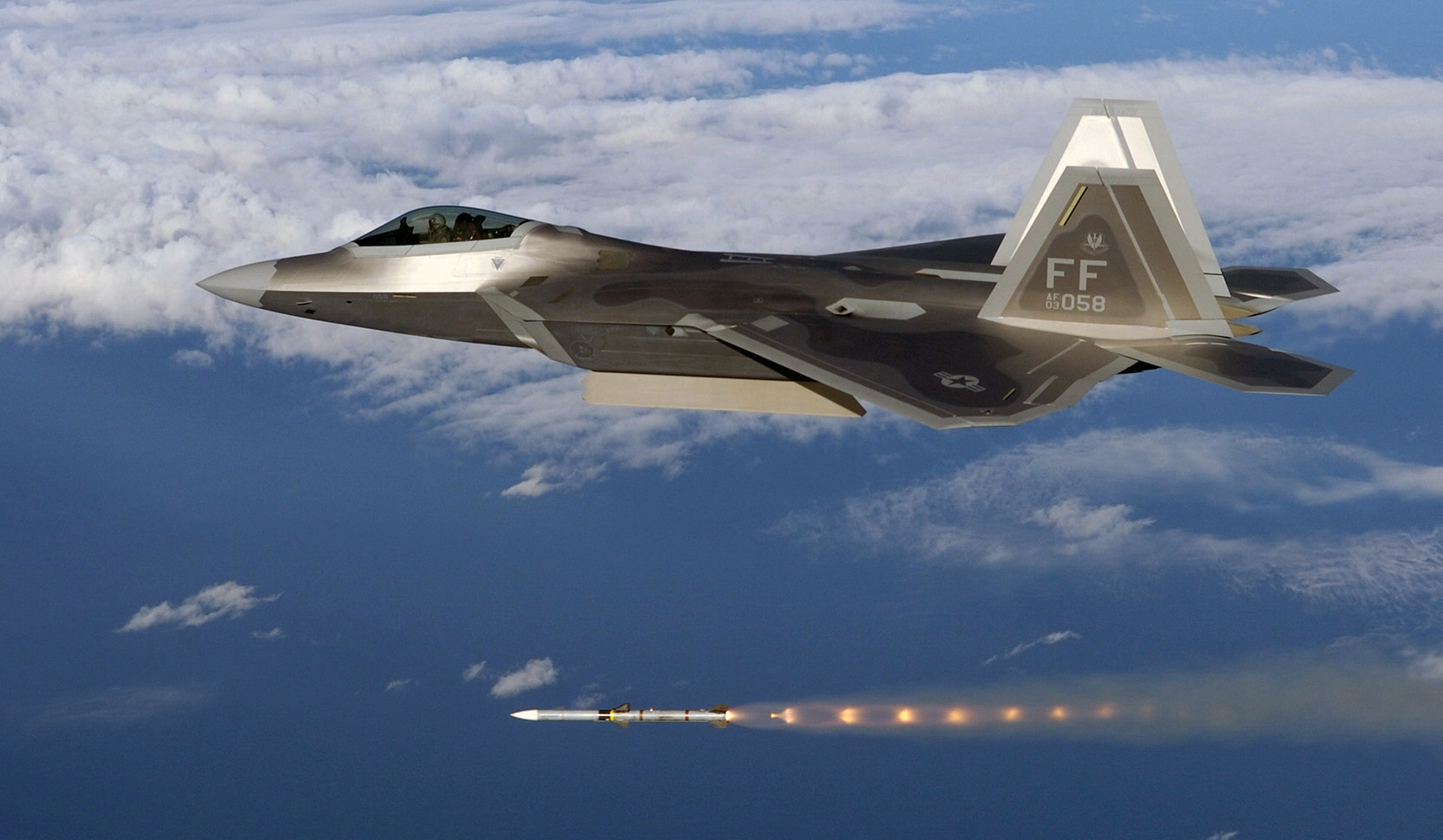
F-22發射AIM-120

AMRAAM具有超視距作戰能力，它增進美國和其盟友未來在空戰中的優勢。AMRAAM將取代AIM-7麻雀飛彈成為新一代的空對空飛彈，它比以往的飛彈飛得更快、更小、更輕，也更能有效地對付低空目標。內部整合的主動雷達、慣性導航元件和微電腦設備也減少AMRAAM對載具火控系統的依賴性。
一旦飛彈接近目標，AMRAAM將會啟動本身的主動雷達來攔截目標。這種稱為射後不理的功能，讓駕駛員不需持續地以雷達照明鎖定敵機，也讓駕駛員能同時攻擊數個目標，並在飛彈鎖定敵人後進行迴避動作。
但此飛彈與敵機距離15~20公里本身的主動雷達才開機，在此之前載機仍需使用數據鏈持續提供敵機的位置和速度，若再飛彈主動雷達開機之前載機的雷達停止跟蹤目標，飛彈就會按照載機最後給的目標方向截擊，飛彈主動雷達開機後，如果敵人不在飛彈雷達照射範圍(飛彈失去目標)，飛彈會自主選一個接近率最高的目標攻擊。

## 導航系統

### 中途導引
攔截遠距離目標時，AMRAAM使用兩段式導引。發射時，會將目標的動態和飛彈發射的位置輸入到AMRAAM中。AMRAAM利用飛彈內的慣性導航系統（INS）和這些資訊來攔截目標。機載雷達、紅外線搜尋追蹤系統、聯合戰術資料分配系統（JTIDS）或是空中預警機都能提供目標的動態。
如果持續追蹤目標，飛彈內目標的資訊也會同時更新。AMRAAM會根據目標速率、方向的改變，來修正攔截路線，讓目標能成功的進入飛彈主動雷達的偵測距離，進行自我歸向導引。
不是所有AMRAAM用戶都決定購買中段升級方案，這限制了AMRAAM的有效性。英國皇家空軍決定不購買中段升級方案去強化他們的龍捲風F3，因而使得實際測試時，未配備中段升級方案的AMRAAM，表現比不上配備半主動雷達導引的天閃空對空飛彈--AMRAAM本身的雷達的有效距離必然不及戰機的雷達。

### 終端導引
一旦飛彈接近目標並進入自我歸向導引時，AMRAAM會啟動主動雷達去尋找目標。如果目標出現在估計的位置或其附近，AMRAAM會將自己導引至目標。當在近距離空戰時（通常指視距範圍內，最遠10海浬），無需雷達鎖定可直接發射，AMRAAM發射後會立即啟動主動雷達，讓飛彈採用射後不理模式接戰，飛行員稱爲「Mad Dog」，意爲「放瘋狗咬人」，這時AMRAAM會做幅度很小、類似桶滾的動作，以增大AMRAAM內雷達的搜索範圍，增加補獲目标的機率，但MADDOG下的AMRAAM有可能誤射友機，目前飛彈並未內建敵友識別系統，發射前的敵我識别靠的飛機搭載的IFF，飛彈不具備辨識友敵的能力。北大西洋公約組織在無線電中使用代號"PITBULL"來表示飛彈進入自我歸向導引模式，如同發射時使用的"Fox Three"（意指發射主動雷達導引飛彈）。

## 擊落機率與戰術

### 標準情況
在進入終端模式之後，AIM-120的尋標器具有電子反反制能力，飛彈也具備優秀的機動性，代表它在對付有閃避機動能量的目標時，直接命中或近距引爆殺傷的機率還是很高（大約在90%上下）。
擊殺率（Probablity of Kill，PK）是由包括與目標相對夾角（位於目標前方、側方或是後方）、高度、飛彈與目標空速與目標迴轉極限等因素所決定。
通常飛彈在終端歸向階段擁有足夠的能量時（代表發射飛彈的飛機與目標距離不遠，同時飛行高度與速度皆足），擊中敵機的機率就非常的高。如果飛彈自遠距離發射，在接近目標時速度已經過低，或者是目標運動迫使飛彈必須跟隨，並且消耗許多速度而無法繼續追蹤時，擊中的機率就會大幅降低。

### 性能較差的目標
面對性能較差的目標有兩種接戰型態。如果目標機組無武裝或者是沒有攜帶任何中或長距離射後不理的武器，發射AMRAAM的飛機只需要依據是正對或者是尾追目標，以及飛彈具有合理的命中機率來決定發射的距離。尤其在對付運動能力低的目標時，因為錯失的機會低而可以自遠距離外發射。假設目標和發射飛機處於接近的狀態，特別是在高接近率時，飛行距離持續快速縮短使得飛彈也可以自遠距離外發射。在這種狀況下，即便目標進行迴轉，也很難有機會在飛彈追上前加速並且拉開足夠的距離（只要飛彈並未過早發射）。此外他們也不太可能在這種高接近率下有足夠的能力閃避開來。在尾追的情況下，發射的飛機可能需要與目標拉近至一半到四分之一的最大射程以內發射（對速度更高的目標，需要更近的距離）才能夠讓飛彈追上。
如果目標有攜帶飛彈，AMRAAM具備射後不理的性能就更佳珍貴，在發射之後飛機就可以轉向離開。即使目標配備遠程半主動雷達導引飛彈，他們也得要保持追擊才得以讓飛彈繼續追蹤，很容易會讓他們進入AMRAAM的射程範圍之內，要是他們發射半主動雷達導引飛彈之後就轉向，這些飛彈將不可能擊中目標。當然，假設目標機組配備遠程飛彈，就算不具備射後不理能力，迫使發射AMRAAM的飛機轉向離開就足以降低飛彈命中的機率，因為在欠缺中途更新目標資料的情況下很可能無法在最後階段找到敵機。即使受到這些因素影響，飛彈還是有挺高的機會命中目標，而且發射的飛機也能夠避開威脅，這就讓配備AMRAAM的飛機有先天上的優勢。若是發射出去的飛彈都沒有命中，飛機可以掉頭再度進行接戰，只是這樣一來在迴轉時損失的速度會讓他們比追擊的敵機較為不利，同時也得要避免被半主動導引飛彈鎖定。

### 同級的武裝目標
另外一種接戰的型態是對方配備像是R-77這一類射後不理的飛彈 - 譬如MiG-29、Su-27或者是同類的戰機。這時候團隊合作成為重要因素，或者說演變成「誰先怯場的競賽」。雙方都可以在視距外就發射飛彈，然而接下來要面對的問題就是假如要持續追蹤目標以提供中途導引更新需要的資料，雙方都會進入對方的飛彈射程範圍之內，此刻特別突顯團隊支援的重要性，同時先進的飛彈與導引系統加上手不離桿的設計得以大幅減輕這方面的問題。另外一種主要的戰術是偷溜至敵機的後方發射飛彈，然後讓發射的飛機有足夠的時間脫離危險區域。即便敵機發現而且轉向攔截時，在這個過程當中損失速度，也許同時降低高度，會讓他們的飛彈處於能量劣勢而在發射後被對方成功閃躲。要達到這些目的需要優異的地面管制攔截（GCI）或是空中預警管制機的協助。

## 空對空飛彈版本
AIM-120有主要五種衍生型號，全部都有在美國空軍和美國海軍服役，AIM-120A為最初期型，儘量產短暫時間便在1994年由較大翼面積的AIM-120B替換，AIM-120C於1996年開始交付。
目前量產中的版本包括有AIM-120C，與AIM-120D。
AIM-120C自從推出後便一直逐步升級。AIM-120C-6較前面量產的型號多一組改良型引信（目標偵查設備）。目前仍量產中的C型最新版本為AIM-120C-7，它是從1998年開始研發，配備了改良版本的主動尋標器，支援聯合戰術資料鏈的資料導入，並以更緊緻的電子零件降低電子艙段的容積，並將多出來的空間提供給推進火箭，AIM-120C-7的最大射程較前代型號增加、導引精度亦有改進。2003年8月至9月間測試驗收，2004年完成研發，2007年量產服役。
AIM-120C-7使美國海軍現役的F/A-18E/F超級大黃蜂式打擊戰鬥機得到可比擬F-14／AIM-54組合具備的空戰射程能力。

### AIM-120A
使用WGU-16／B尋標器（Weapons Guidance Unit，武器導引元件）、WCU-11／B（Weapons Control Unit，武器控制元件）、WDU-33／B（Weapons Detonation Unit，武器爆炸元件）高爆破片彈頭、WPU-6／B（Weapons Propulsion Unit，武器推進元件）固態火箭推進器的最初期版本。1988年開始測試，1991年獲得初始作戰能力認證。

### AIM-120B
1994年開始量產，更換主動尋標器為WGU-41／B。
WGU-41/B較前型的改良包括：運算速度更快的新型微處理器，可擦除可規劃式唯讀記憶體，硬體元件改良後可以讓AIM-120在運輸期間仍可進行軟體升級，提高飛彈的運算優勢。

### AIM-120C
開發稱為「產品預先改進計畫-第一階段」（Pre-Planned Product Improvement,P3I Phase 1），1991年開始研發，為F-22戰鬥機內藏彈艙收納而開發的改良型。受惠於彈翼縮小，F-22機腹彈艙可攜帶6枚此型飛彈。
AIM-120C的尾部彈翼縮小，翼展也因此縮小為44.7公分，這導致C型的飛行控制能力較A或B型差。此外，C型也更換了導入慣性導引元件的WGU-44／B尋標器。

#### AIM-120C-4
開發稱為「產品預先改進計畫-第二階段」（P3I Phase 2）
換裝改良型WDU-41／B彈頭，新彈頭重量減輕為18公斤。

#### AIM-120C-5
由AIM-120C-4改良，2000年7月開始交付。
C-5控制艙段更換為WCU-28／B，WCU-28／B更新了控制軟體，使飛彈反干擾能力增強，且較WCU-11／B更為緊緻，因此讓C型有更多空間裝設推進燃料。
新的固態火箭為WPU-16／B，較WPU-6／B要增加12.7公分的推進燃料儲存量，使C型射程增加到105公里。

#### AIM-120C-6
由AIM-120C-5改良，差別僅在配備新設計的目標偵測裝置（TDD -Target Detection Device）。

#### AIM-120C-7
開發稱為「產品預先改進計畫-第三階段」（P3I Phase 3），1998年開始研發，2003年測試，2004年量產。
飛彈操控程式語言編篡導入C++，主要更新如下：
- 使用商用處理器
- 更新飛彈軟體
- 更新資料鏈

### AIM-120D
AIM-120D的計畫原名AIM-120C-8，開發又稱為「產品預先改進計畫-第四階段」（P3I Phase 4），為美國海軍與美國空軍共同出資的研發計畫。AIM-120D在2008年5月開始測試，2015年4月獲得美國海軍初期作戰能力認證，並在同年開始全速生產。
主要更新如下：
- 使用雙向資料鏈
- 加裝GPS導航，提升導航精度
- 使用適形前端天線
- 擴展無逃脫獵殺區(不可逃逸區)範圍
- 強化大角度離軸攻擊能力
- 有效射程提高50% (換新型藥柱，最大射程達160km)
- 強化電子反反制性能
- 選效干擾反欺模組（Selective Availability Anti-Spoofing Module）

雷神公司計畫開發衝壓發動機推進的AMRAAM，即未來中程空對空導彈FMRAAM。自從設想目標客戶之一的英國國防部放棄FMRAAM而選擇流星飛彈作為歐洲颱風戰鬥機（Eurofighter Typhoon）的視距外導彈後，FMRAAM是否生產尚未得而知。

#### AIM-120D-3
AIM-120D-3是AMRAAM的最新改良型，2023年開始交付美軍使用。
主要更新如下：
- 尋標器的電路卡、處理器組件進行硬體更新
- 軟體數位化升級
- 發動機與電池也經過改良[23]
- 射程提升至接近190公里[24]

## 地對空飛彈版本
雷神技術公司設計將AIM-120發射器裝設在悍馬車上，飛彈是接收另外一具雷達傳遞過來的初始導引訊號（可能來自於一具AN/MPQ-64哨兵三維對空搜索雷達或者是愛國者飛彈的AN/MPQ-53單脈沖體制多功能相控陣對空搜索雷達），攔截低空近距離目標，而由愛國者飛彈負責高空遠程的目標。飛彈自地面發射時的射程會短於空射，這是因為發射時載具沒有速度與高度的緣故。這套系統被稱作「SLAMRAAM」（意指「地面發射的AMRAAM」）。

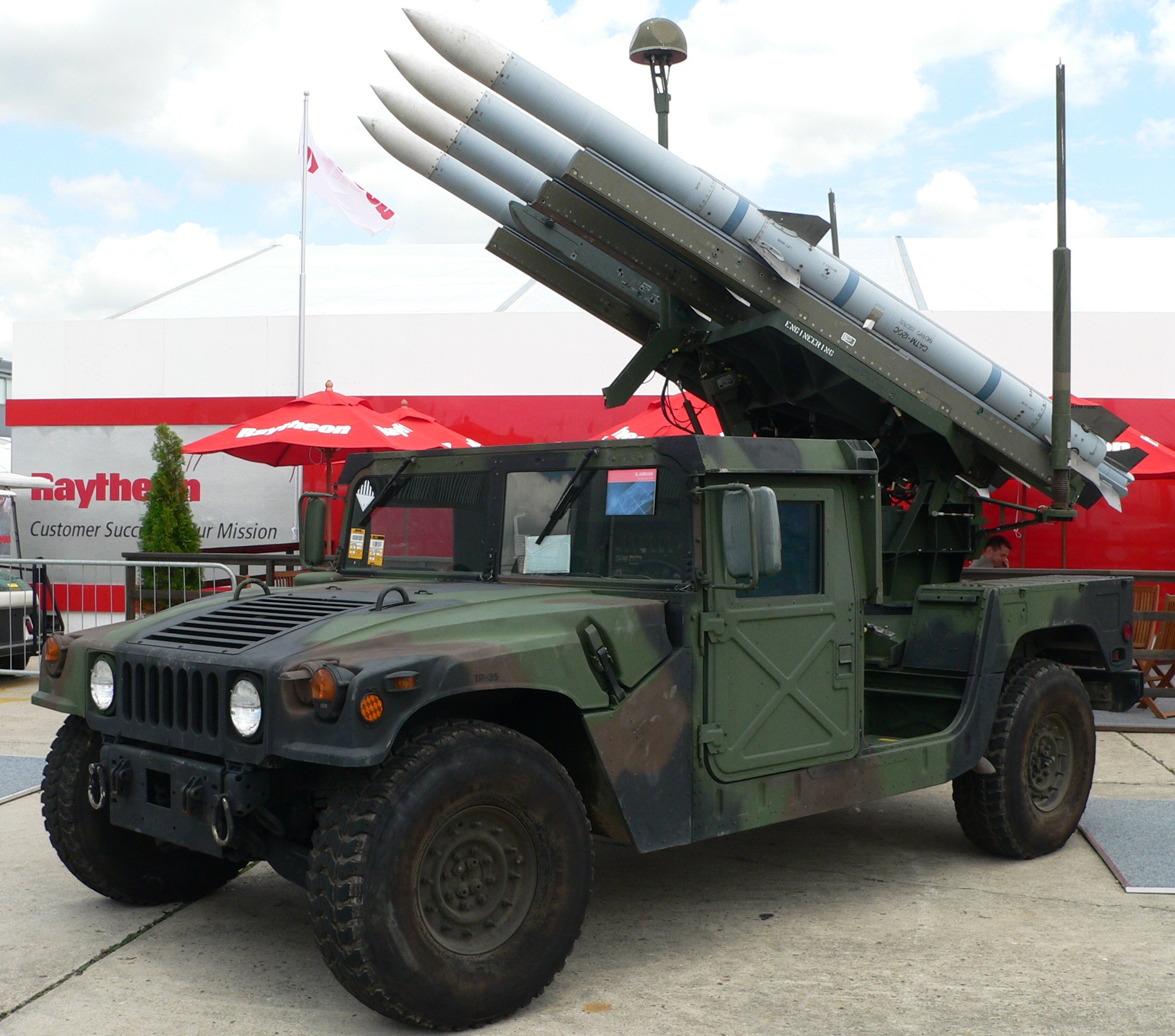
車載版AIM-120 AMRAAM，全名為美國首都區域防空系統(National Capital Region's air defense system)，分別裝備四枚AIM-120 AMRAAM與兩枚AIM-9X Sidewinder
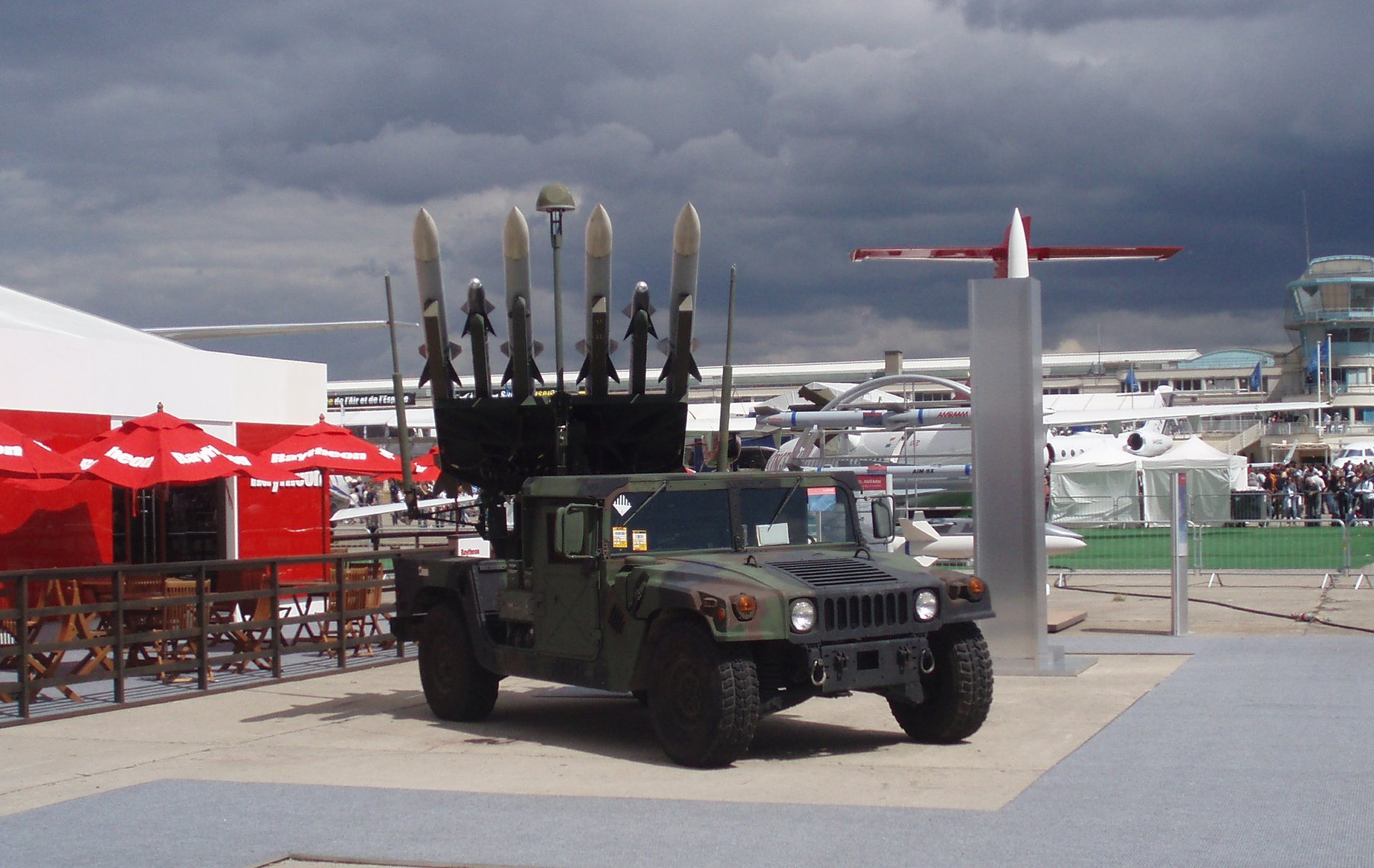
美國首都區域防空系統(National Capital Region's air defense system)為NASAMS3車載防空飛彈系統，發射車裝備之飛彈改為四枚AIM-120 AMRAAM與兩枚AIM-9X響尾蛇飛彈，此部署方式可更好有效的進行中短程攔截入侵空域之目標

### NASAMS

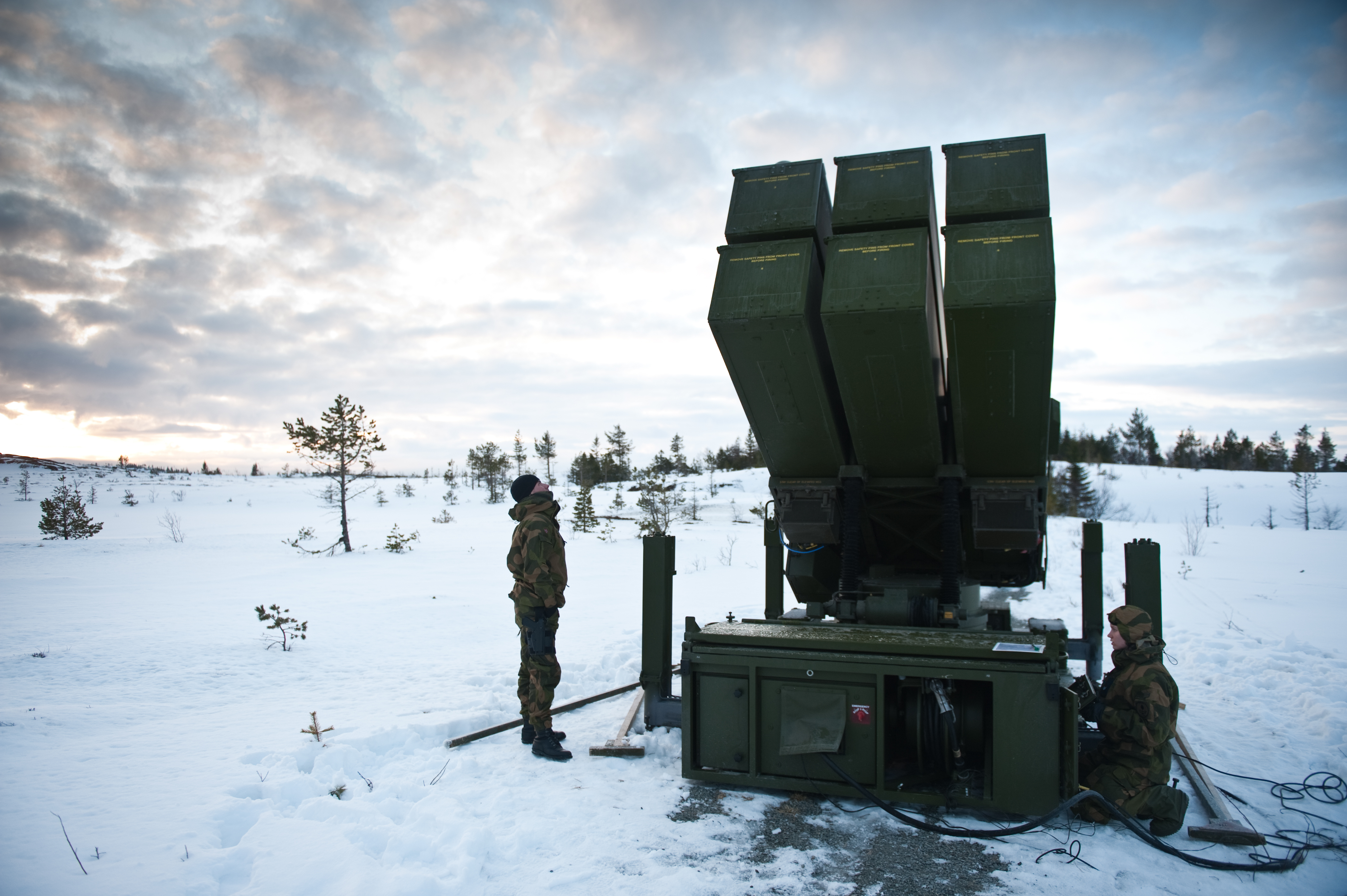
NASAMS防空飛彈系統發射器

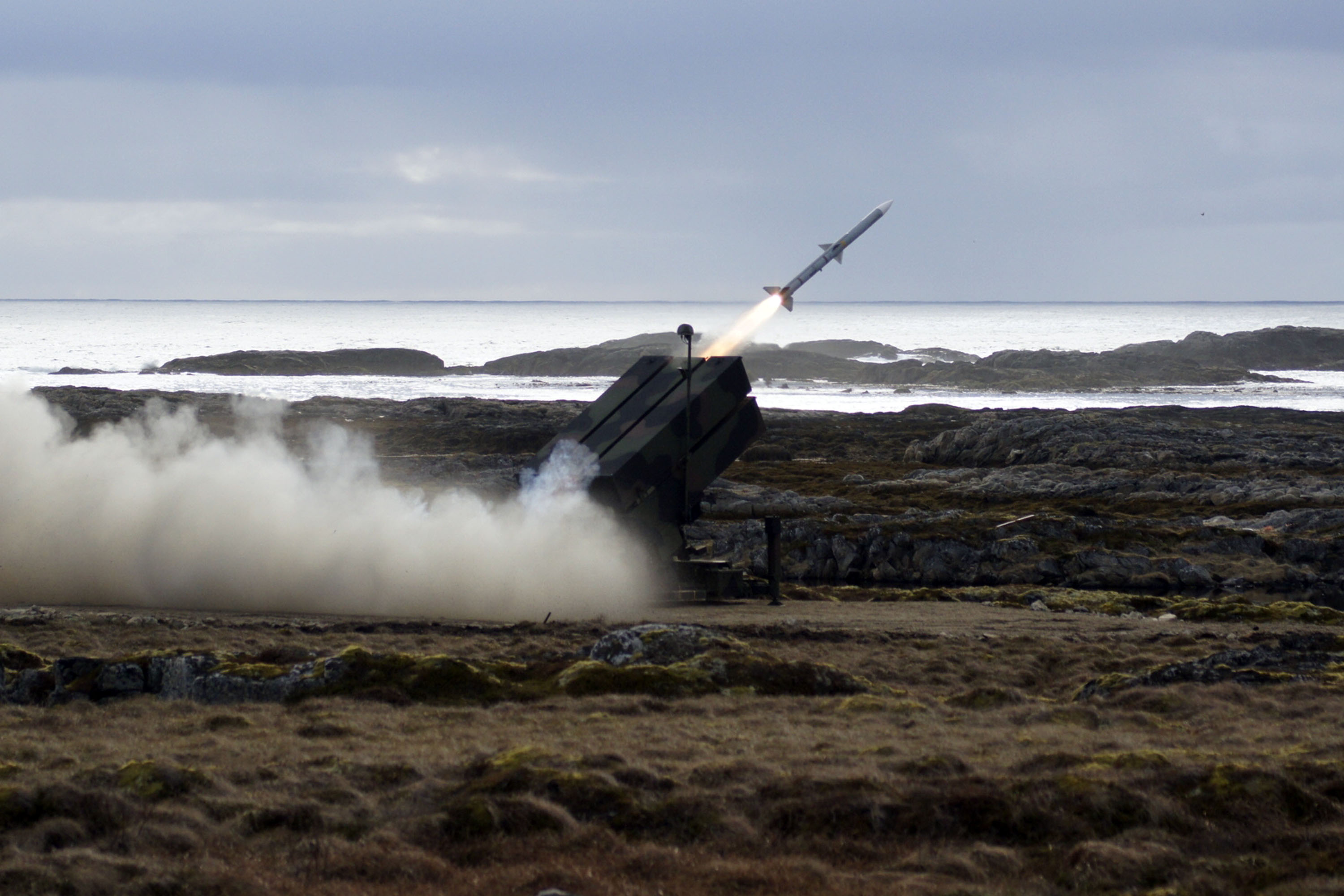
NASAMS防空飛彈系統發射AIM-120

(National Advanced Surface-to-Air Missile System，NASAMS）是由孔斯贝格国防与航空航天與雷神技術公司共同開發，是第一款實用化的陸基AMRAAM應用，整套系統包括可由地面車輛拖曳的發射器（每具發射器有6枚飛彈）、雷達和控制中心。目前總共有12個國家使用NASAMS，包括美國首都區域防空系統(National Capital Region's air defense system) 、挪威、芬蘭、西班牙、丹麥等國)。NASAMS也是目前北約國家中最廣泛部署的中短程防空飛彈系統。

#### 各種版本

##### NASAMS 1

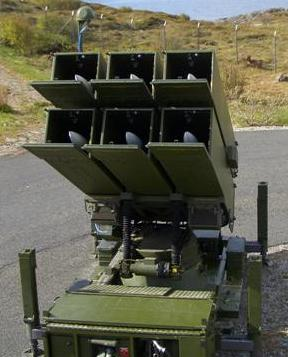
NASAMS1防空飛彈系統發射器

##### NASAMS 2

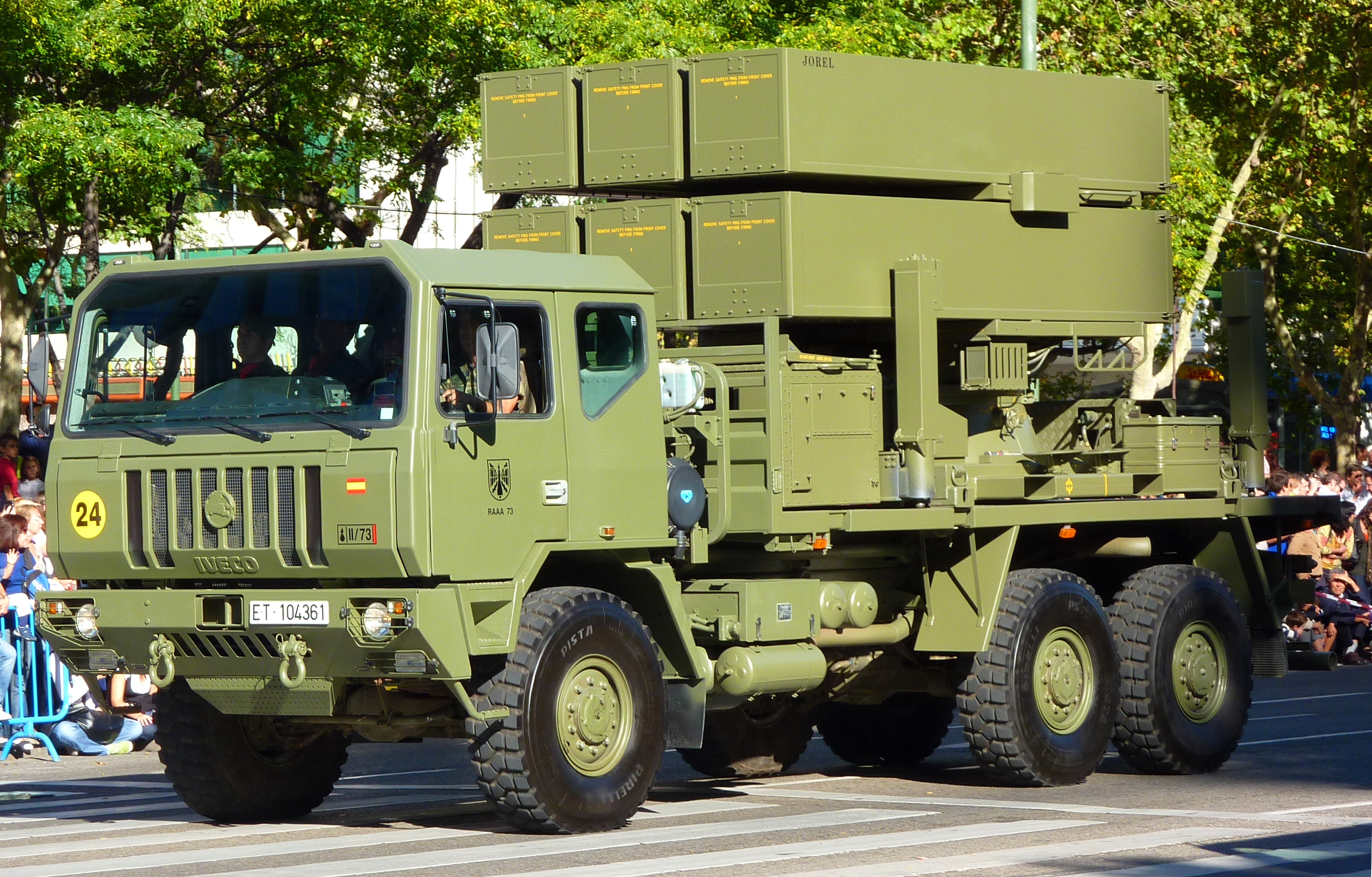
西班牙的NASAMS2車載防空飛彈系統發射車
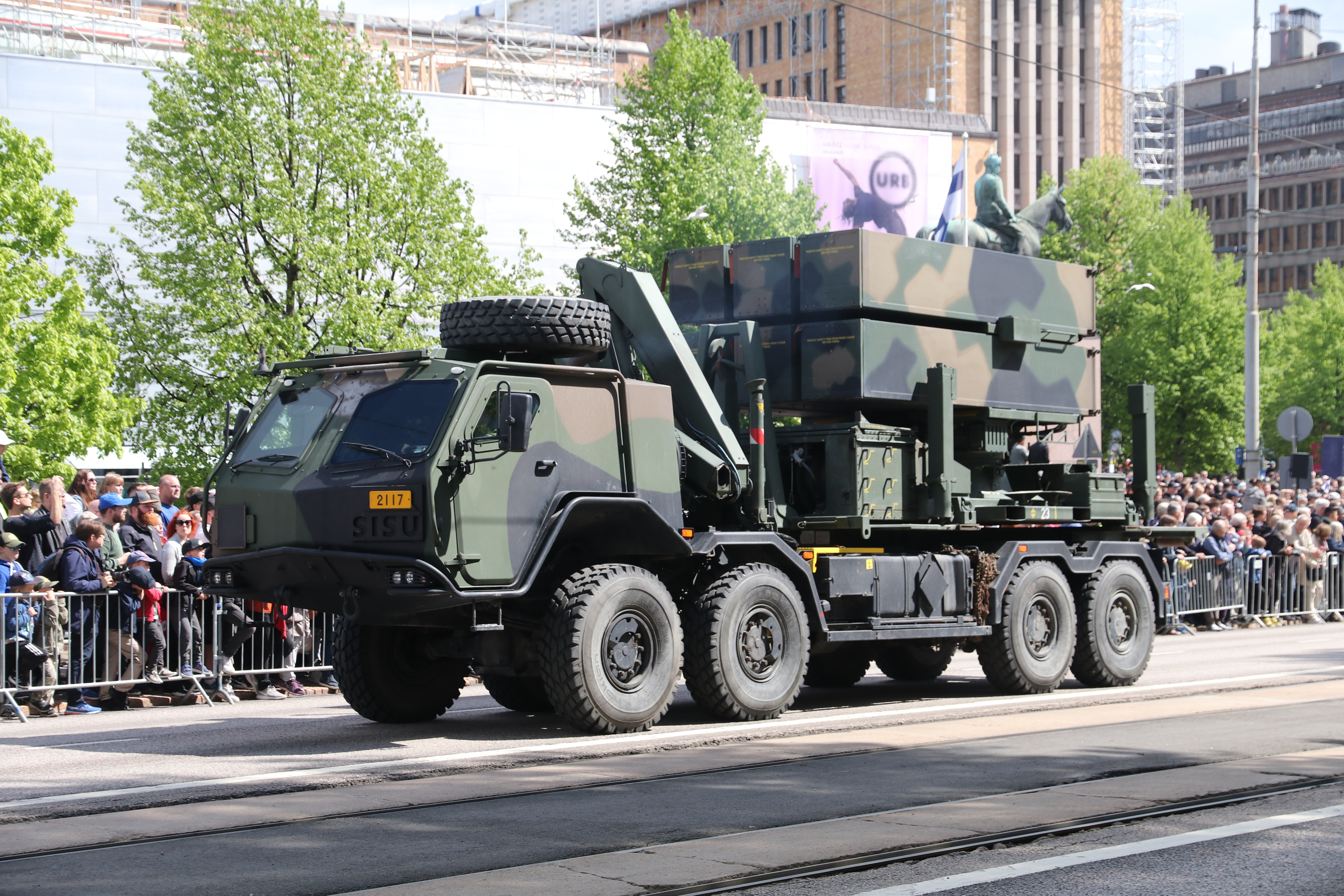
芬蘭的NASAMS2車載防空飛彈系統發射車
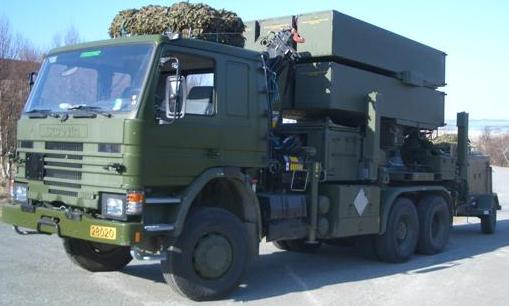
荷蘭的NASAMS2車載防空飛彈系統發射車

##### NASAMS 3

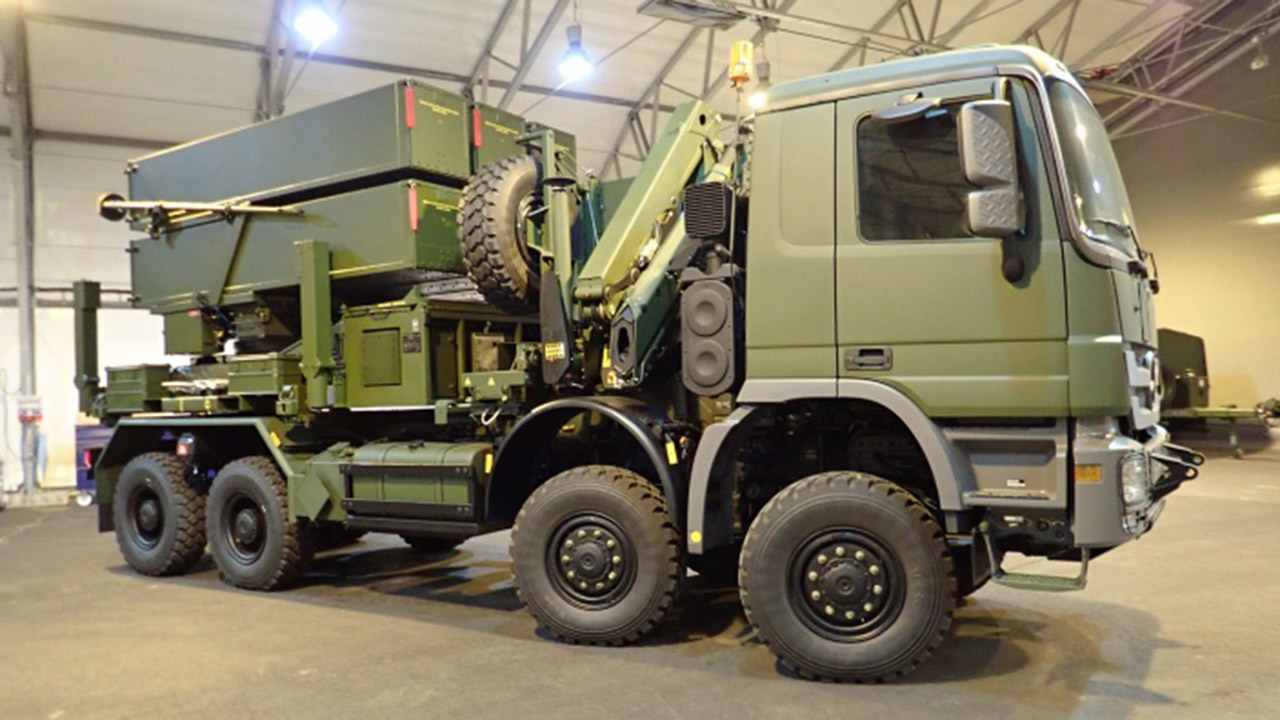
立陶宛的NASAMS2車載防空飛彈系統發射車
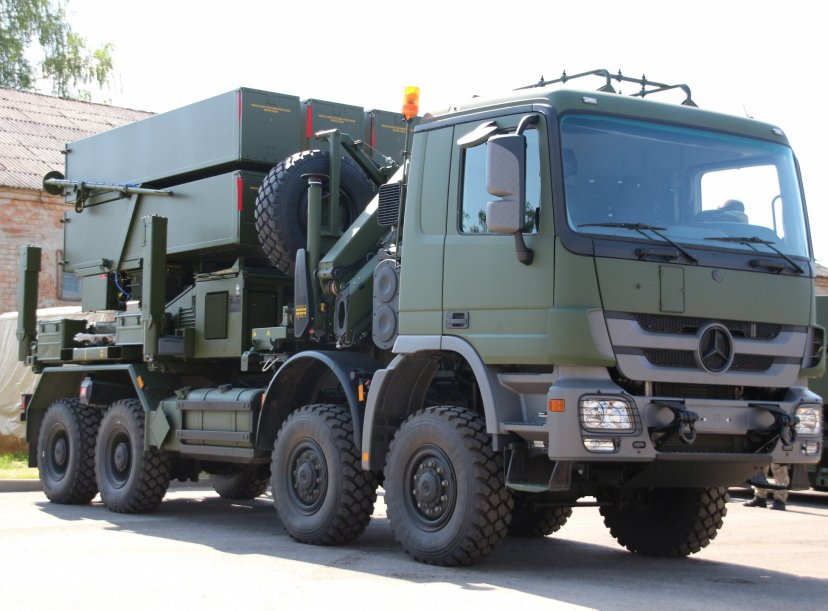
立陶宛的NASAMS2車載防空飛彈系統發射車

## AMRAAM-ER

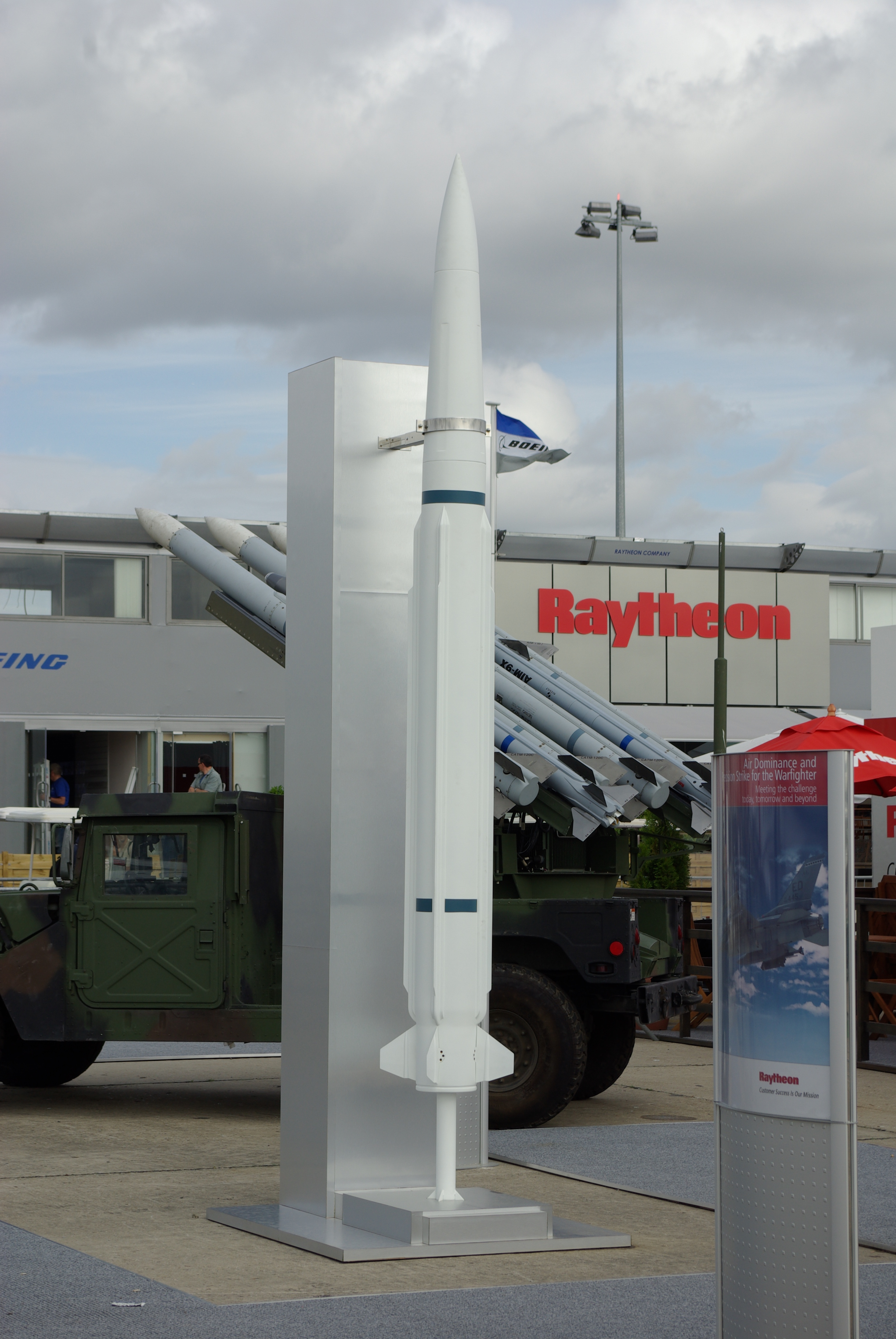
一枚AMRAAM-ER(Advanced Medium Range Air-to-Air Missile Extended Range)地對空飛彈模型

AMRAAM-ER是AMRAAM的增程版本，ER為Enhanced Range的簡寫，意為「增程」。2016年10月4號，雷神公司在挪威首次成功試射了最新版的AMRAAM-ER飛彈。這次試射是結合了AMRAAM-ER飛彈、NASAMS的發射器、Sentinel Radar、Fire Distribution Center(FDC)，作為NASAMS和新的飛彈的相容性以及飛彈本體的飛行測試，這次測試中裝有彈頭的AMRAMM-ER飛彈成功擊落了作為目標的靶機。AMRAAM-ER的特色是在原先的AMRAAM的導引和裝藥部的基礎上換裝了RIM-162進化型海麻雀飛彈（RIM-162 Evolved SeaSparrow Missile, ESSM）的火箭推進器來增加射程及射高以強化NASAMS的性能，同時又必須符合經濟效益，這次測試中也證明了NASAMS中更新過的FDC可以有效的和新的AMRAAM-ER飛彈相容。

## 使用國家
- ：澳洲皇家空軍
- 比利时: 比利时空军
- 巴林：巴林皇家空軍
- 保加利亚：保加利亞空軍[25]
- 加拿大：加拿大皇家空軍
- 智利：智利空軍
- 捷克: 捷克空军
- 丹麦: 丹麦皇家空军
- 德国：德國聯邦國防軍空軍
- 芬兰：芬蘭空軍
- 希腊: 希腊空军
- 匈牙利: 匈牙利空军
- 以色列：以色列空軍
- 约旦: 约旦空军
- 日本：航空自衛隊
- 科威特: 科威特空军
- 立陶宛: 立陶宛空军
- 马来西亚：馬來西亞皇家空軍
- 摩洛哥: 摩洛哥皇家空军
- 荷蘭：荷蘭皇家空軍
- 挪威：挪威皇家空軍
- 阿曼: 阿曼皇家空军
- 巴基斯坦：巴基斯坦空軍
- 波蘭: 波兰空军
- 葡萄牙：葡萄牙空軍
- : 卡塔尔空军

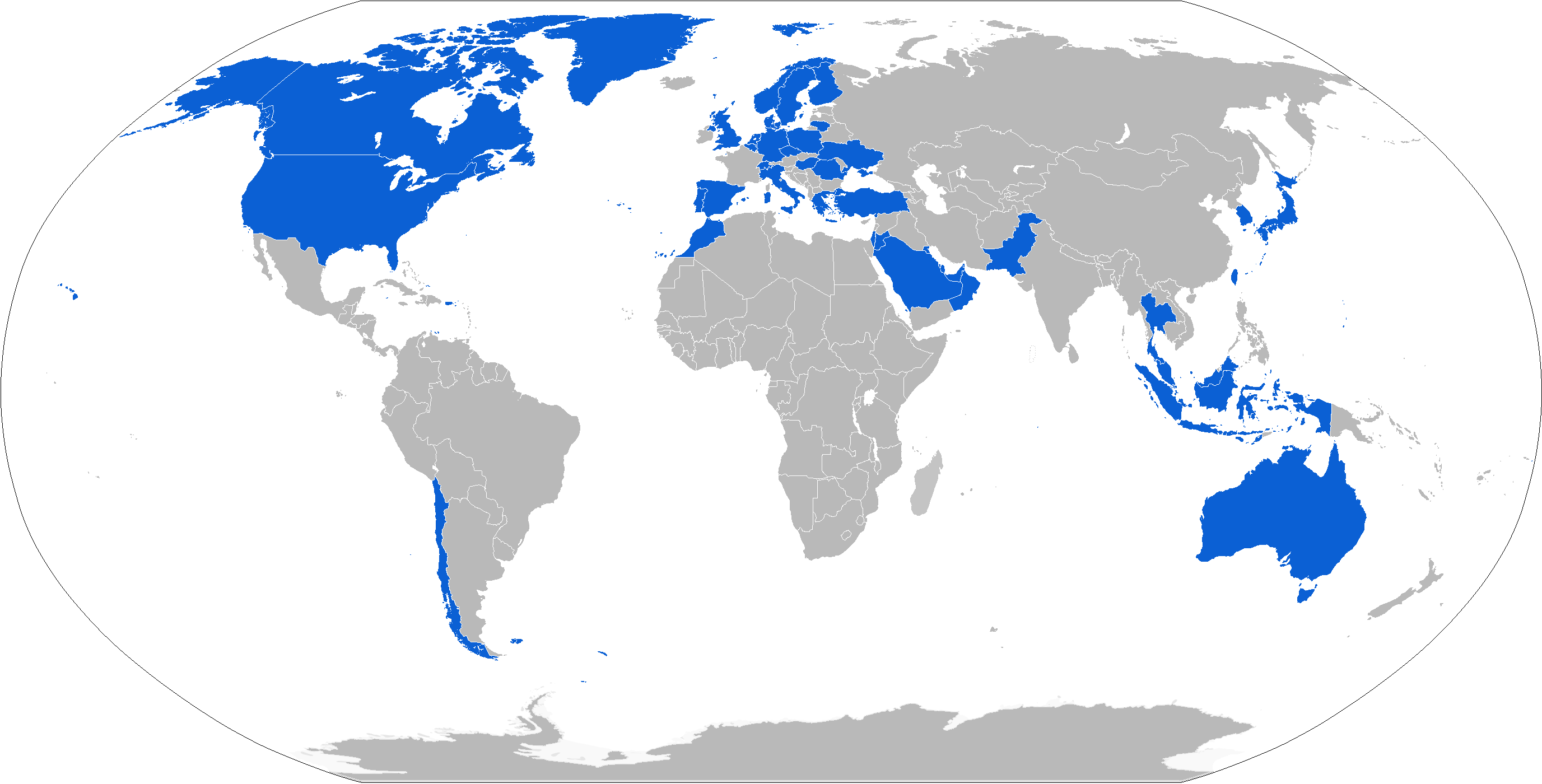
AIM-120的使用國

- 中華民國：中華民國空軍－最初使用AIM-120C-5，之後增購了AIM-120C-7。2023年3月1日美國國務院批准售出AIM-120D[26][27]。2024年10月25日美國國務院批准售出AMRAAM-ER用於NASAMS防空系統[28]。
- 大韓民國：大韓民國空軍
- 羅馬尼亞: 罗马尼亚空军
- 沙烏地阿拉伯: 沙特阿拉伯皇家空军
- 新加坡：新加坡共和國空軍
- 西班牙：西班牙陸軍、西班牙空軍與西班牙海軍
- 瑞典：瑞典空軍[29]
- 瑞士: 瑞士空军
- 土耳其：土耳其空軍
- 阿联酋: 阿联酋空军
- 英国：英國皇家空軍與英國皇家海軍
- 乌克兰：烏克蘭陸軍－用於填裝NASAMS，由英國於2022年緊急贈送，以應付俄羅斯的入侵；乌克兰空军－用於F-16AM/BM戰鬥機，由美國國防部於2023年提供[30]。
- 美国：美國空軍，美國海軍與美國海軍陸戰隊

## 搭載平台

### 空射
美国：美國空軍，美國海軍與美國海軍陸戰隊
- F-14雄貓式戰鬥機（退役）
- F-15鷹式戰鬥機
- F-16戰隼式戰鬥機（F-16A/B MLU以後之機型）
- F/A-18黃蜂式戰鬥攻擊機
- AV-8獵鷹II式攻擊機（加裝雷達的B+型號以後）
- F-22猛禽戰鬥機
- F-35閃電II戰鬥機

 英国
- 海鹞战斗攻击机（FA.2）
- 龍捲風戰鬥機防空型（英语：Panavia Tornado ADV）
- 颱風戰鬥機

 瑞典
- SAAB 37戰鬥機
- JAS 39獅鷲戰鬥機[31]

 新加坡
- F-5E虎式戰鬥機
- F-16戰鬥機
- F-15鷹式戰鬥機

 中華民國
- F-16戰鬥機

 德国
- 颱風戰鬥機
- 龍捲風戰機

 乌克兰
- F-16戰鬥機

 羅馬尼亞
- F-16戰鬥機

### 陸射
- NASAMS
  -  智利
  -  芬兰
  -  印度尼西亞
  -  立陶宛
  -  荷蘭
  -  挪威
  -  阿曼
  -  西班牙
  -  美国
  -  乌克兰
  -  中華民國[32][33][34][35][36]

## 流行文化

### 電影
- 2012年—《超級戰艦》：劇中美國海軍陸戰隊航空兵在片尾使用F/A-18E/F超級大黃蜂式打擊戰鬥機發射三枚AIM-120先進中程空對空飛彈擊毀外星戰艦發射並準備攻擊密蘇里號戰艦的鍊鋸球，片中可明顯看出飛彈已開啟「Mad Dog」模式。

### 其他現役空對空飛彈
- AIM-7麻雀飛彈
- AAM-4飛彈
- 雲母飛彈
- 超級530飛彈
- 流星飛彈
- 天劍二型飛彈
- 霹靂-12飛彈
- 霹靂-15飛彈
- AA-10飛彈
- AA-12飛彈

### 發展中
- 阿斯特拉飛彈（英语：Astra (missile)）
- AIM-260聯合先進戰術飛彈

### 引文
1. ↑  Quaranta 2010，第57頁.
2. ↑  .   [15 Feb 2020]. （原始内容存档于2020-09-24）.
3. 1 2  Trimble 2017，第24頁.
4. ↑  Sea Power 2015，第83頁.
5. ↑  .   [2024-11-19]. （原始内容存档于2025-01-20）.
6. ↑  .   [2024-11-19]. （原始内容存档于2024-12-01）.
7. ↑  Quaranta 2016，第27頁.
8. ↑   (PDF). Air Armament Center: 10. 10 June 2008. （原始内容存档 (PDF)于2015-05-13）.
9. ↑  Bjorkman, Eileen, "Small, fast and in your face", Air & Space, February/March 2014, p. 35.
10. ↑  R. Gordon, Michael. . The New York Times. 1994-04-15  [2010-03-18]. （原始内容存档于2013-05-20）.
11. ↑  Air Power Australia. . Ausairpower.net: 1. 2008-03-15  [2012-04-12]. （原始内容存档于2012-04-30）.
12. ↑  "US coalition downs first Syria government jet." 的存檔，存档日期2018-09-30. Retrieved 19 June 2017.
13. ↑  Donald, David. . AINonline. 2014-03-25  [2023-02-28]. （原始内容存档于2023-08-11）.
14. ↑  . The Aviationist. 2020-03-03  [2020-12-07]. （原始内容存档于2020-03-07） （美国英语）.
15. ↑  . www.aljazeera.com.   [2020-03-01]. （原始内容存档于2020-03-01）.
16. ↑  Here's the Reason why Russian Aircraft Keep Dying In Syria 的存檔，存档日期2020-03-01., 2020-02-29, The National Interest.
17. ↑  Trevithick, Joseph. . The Drive. 2019-02-28  [21 February 2022]. （原始内容存档于2021-05-06）.
18. ↑  Team, BS Web. . Business Standard India. 2019-02-27  [2022-02-21]. （原始内容存档于2021-05-06）.
19. ↑  . 美國廣播公司.   [2018-08-08]. （原始内容存档于2023-08-11）.
20. ↑  González, Miguel. . El País. 2018-09-28  [2018-10-02]. （原始内容存档于2018-10-02）.
21. ↑  Martin Fornusek. . The Kyiv Independent. 2024-12-13  [2025-01-09]. （原始内容存档于2025-01-24） （英语）.
22. ↑  Department of Defense.  (PDF).   [2023-03-03]. （原始内容存档 (PDF)于2023-02-16） –Selected Acquisition Report （英语）.
23. ↑  . 2023-07-13 （zn-tw）.
24. ↑  . 2025-02-24 （zn-tw）.
25. ↑  . Defense Security Cooperation Agency.   [April 4, 2022]. （原始内容存档于2022-04-28）.
26. ↑  .   [2023-03-01]. （原始内容存档于2023-04-04）.
27. ↑  . 自由時報電子報.   [2023-03-02]. （原始内容存档于2023-03-07）.
28. ↑  . 2024-10-25.
29. ↑  自由時報電子報. . 自由時報電子報.   [2023-07-08]. （原始内容存档于2023-07-15） （英语）.
30. ↑  . 美國國防部. 2023-08-31  [2023-09-04]. （原始内容存档于2023-10-26）.
31. ↑  . www.upmedia.mg.   [2024-10-28]. （原始内容存档于2023-11-07）.
32. ↑  . 上報.   [2023-05-04]. （原始内容存档于2022-10-07）.
33. ↑  . 自由時報電子報-政治.   [2023-05-04]. （原始内容存档于2023-05-04）.
34. ↑  . 上報.   [2023-05-04]. （原始内容存档于2023-05-16）.
35. ↑  . 自由時報電子報-軍武.   [2023-05-04]. （原始内容存档于2023-05-20）.
36. ↑  . TechNews科技新報.   [2023-05-04]. （原始内容存档于2023-05-15）.

### 書目
- . Sea Power. Vol. 58 no. 1. January 2015: 82–83. ISSN 0199-1337 （英语）.
- Quaranta, Paolo. . Military Technology. Vol. 34 no. 8. 2010: 52–58. ISSN 0722-3226 （英语）.
- Quaranta, Paolo. . Military Technology. Vol. 40 no. 7/8. 2016: 24–27. ISSN 0722-3226 （英语）.
- Trimble, Stephen. . Flight International. Vol. 191 no. 5573. 2 July 2017. ISSN 0015-3710 （英语）.

## 外部連結
- Federation of American Scientists page（页面存档备份，存于）
- GlobalSecurity.org page（页面存档备份，存于）
- GlobalSecurity.org HUMRAAM page（页面存档备份，存于）
- Designation-Systems page（页面存档备份，存于）
- FMRAAM at Global-Defence.com
- Meteor vs. FMRAAM at Global-Defence.com
- NATO brevity words（页面存档备份，存于）
- Raytheon: AIM-120 AMRAAM
- More HUMRAAM information
- NASAMS (Kongsberg Defence & Aerospace official information)
- NASAMS (third-party information)（页面存档备份，存于）
- F-16.net網站對AIM-120的介紹（英文）（页面存档备份，存于）